# Hâloir

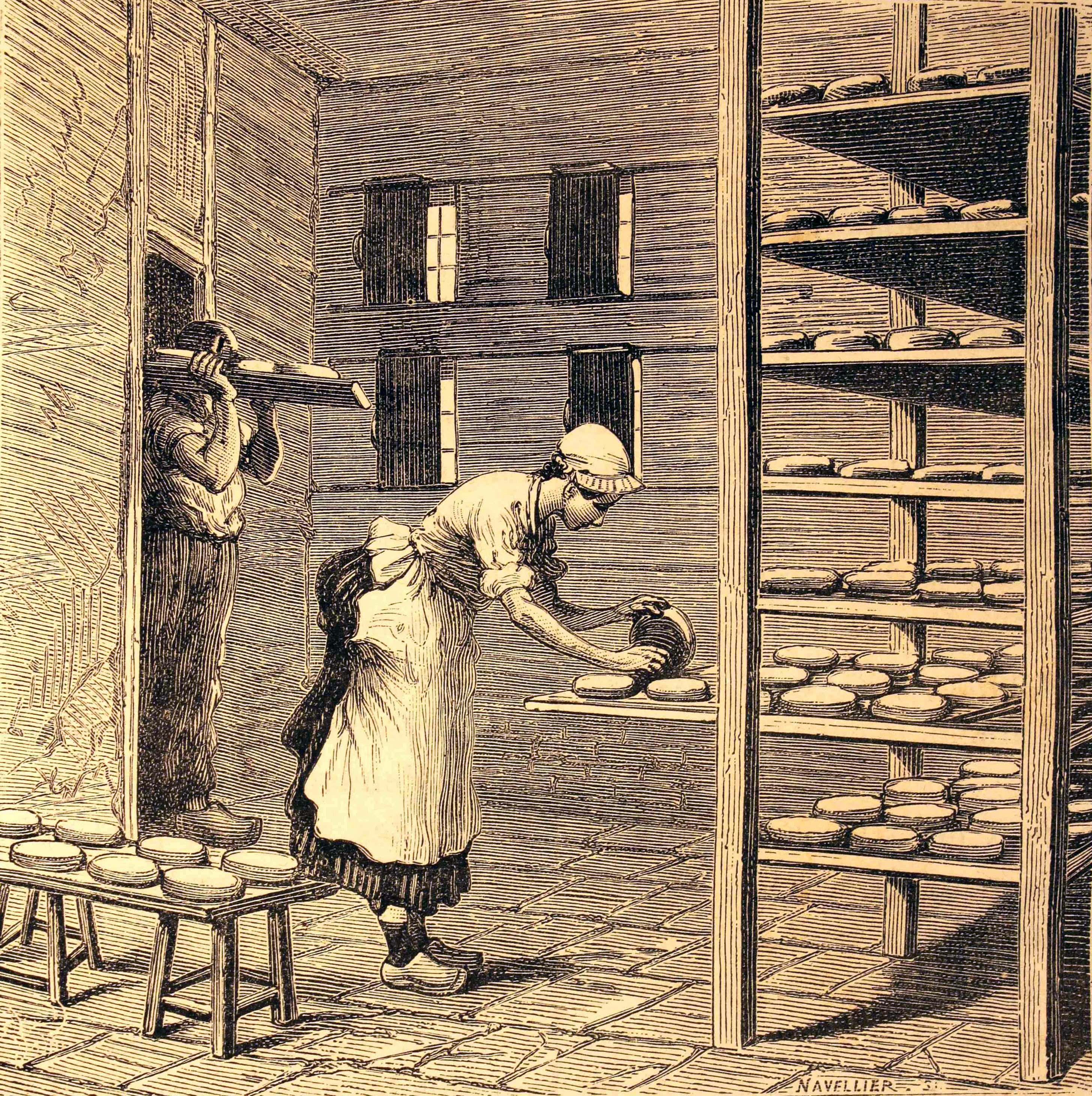
Haloir, ou séchoir, pour la fabrication du fromage de Camembert.

Un hâloir ou haloir est un local où s'effectue le séchage du lin et du chanvre avant le broyage ainsi que de certains fromages à pâte molle avant affinage.

## Deux fonctions
Selon le Dictionnaire du monde rural, de Marcel Lachiver, le hâloir est un « un bâtiment où l'on fait sécher le lin ou le chanvre quand il été roui » ou un « séchoir où l'on dépose les fromages à pâte molle [...] après salage, pour les laisser ressuyer ».

## Affinage des fromages
Dans les fromageries modernes, le hâloir permet de recréer les conditions d'une cave tout en maîtrisant la température et l'hygrométrie et en respectant les normes européennes, notamment en matière d'hygiène. C'est dans ce local que le fromage se développe.
Au XIXe siècle, en pays d'Auge, les hâloirs sont destinés à l'affinage des camemberts et des livarots. Dans les fermes, ils sont des bâtiments distincts. Les fromageries sont pourvues de hâloirs, construits en brique, matériau usuel dans cette région. Ils comportent une série d'ouvertures d'aération munies de volets en bois et de grillages serrés pour empêcher les insectes d'entrer. Les hâloirs construits pour les camemberts ont des ouvertures oblongues, ceux pour le livarot des ouvertures carrées. Ces ouvertures ne sont pas toujours ménagées en fonction des vents dominants, d'ouest. Les volets coulissants permettent de faire varier l'ouverture selon le vent et de faire circuler l'air frais sur toutes les claies. 
Dans le Nord, le maroilles, après avoir été empresuré et salé, est mis à sécher au hâloir. Cette pièce aérée est maintenue à une température de 12 à 14° C, avec un hygrométrie de 80%.